# SASUKE (格闘家)
SASUKE（サスケ、1994年9月30日 - ）は、日本の男性総合格闘家。神奈川県大磯町出身。MASTER JAPAN所属。現修斗世界フェザー級王者。

## 来歴
1994年9月30日、神奈川県大磯町に生まれる。小学生時代は水泳の競技で厳しく揉まれ、小学校5年生から柔道を始めた。日本大学在学中に総合格闘技に魅了されてプロを目指した。

### 修斗
2016年3月21日、プロフェッショナル修斗公式戦における葛西達との対戦でデビューを果たす。上腕尺骨を折り2年弱のブランクを経験。完治しないまま無理をしたことで同じ骨折を3度繰り返し、3回手術をした。復帰後は連勝を重ねる。
2020年9月19日、修斗環太平洋フェザー級チャンピオンシップにおいて、王者の仲山貴志をTKOで破り王座を獲得した。
2021年1月31日、修斗環太平洋フェザー級チャンピオンシップにおいて内藤太尊と対戦し、リアネイキドチョークで一本勝ちを収め、王座の初防衛戦に成功した。試合後のマイクにてRIZIN参戦をアピールした。
2021年7月25日、修斗世界フェザー級チャンピオン決定戦において工藤諒司と対戦し、2-0(48–47 ×2、47–47)の判定勝ちで王座獲得に成功した。
2022年6月9日、Road to UFC:Singaporeのフェザー級トーナメント1回戦でイー・ジャーと対戦。1Rにテイクダウンされた際に右手を床に突いて腕を脱臼し、直後にリアネイキッドチョークによる一本負けを喫した。
2022年10月23日、Road to UFC:Singaporeのワンマッチでパラジンと対戦し、3-0の判定勝ちを収めた。
2023年3月19日、PROFESSIONAL SHOOTO 2023 Vol.2 の修斗世界フェザー級タイトルマッチで飯田建夫と対戦し、右スピニングバックエルボーでKO勝ち。
2023年5月27日、Road to UFC Season2: Shanghai|のトーナメント1回戦でキム・サンウォンと対戦し、2Rに右ストレートでダウンし、追撃のパウンドによりTKO負け。
2025年3月16日、PROFESSIONAL SHOOTO 2025 Vol.2の修斗世界フェザー級タイトルマッチで椿飛鳥と対戦し、2Rにリアネイキッドチョークで一本勝ち。タイトルを防衛した。
2025年6月14日、RIZIN LANDMARK 11でSBC・OFCフェザー級2冠王者のビクター・コレスニックと対戦し、1Rに左ボディブローでKO負けを喫した。

## 人物
- プロの格闘家になろうとしたきっかけは高校の同級生である瀧澤謙太に影響を受けたこと[10]。
- 学生時代に憧れていた選手は弘中邦佳と青木真也[11]。
- 修斗環太平洋フェザー級王座を奪取した試合後のマイクで「格闘技を始めた頃は、自分がチャンピオンになるなんてこれっぽっちも思っていなかった。プロデビュー1年で大きなケガでブランクを作り、格闘技を嫌いになってしまえばどれだけ楽かと思ったが、自分を限界まで追い込み、勝つことでしか自分を肯定できない不器用な人間なので、これをずっと続けていく」と格闘技への思いを述た[2]。
- 一番好きな漫画は「NARUTO」[12]。

## 戦績

### プロ総合格闘技
| 総合格闘技 戦績 | 総合格闘技 戦績 | 総合格闘技 戦績 | 総合格闘技 戦績 | 総合格闘技 戦績 | 総合格闘技 戦績 | 総合格闘技 戦績 |
| --------------- | --------------- | --------------- | --------------- | --------------- | --------------- | --------------- |
| 18 試合         | (T)KO           | 一本            | 判定            | その他          | 引き分け        | 無効試合        |
| 14 勝           | 5               | 4               | 5               | 0               | 1               | 0               |
| 4 敗            | 3               | 1               | 0               | 0               | 1               | 0               |

| 勝敗 | 対戦相手               | 試合結果                                          | 大会名                                                                                           | 開催年月日     |
| ×    | ビクター・コレスニック | 1R 4:43 KO（左ボディブロー→サッカーボールキック） | RIZIN LANDMARK 11                                                                                | 2025年6月14日  |
| ○    | 椿飛鳥                 | 2R 2:54 リアネイキッドチョーク                    | PROFESSIONAL SHOOTO 2025 Vol.2 【修斗世界フェザー級チャンピオンシップ】                          | 2025年3月16日  |
| ○    | 田中半蔵               | 3R 1:07 TKO （パウンド）                          | PROFESSIONAL SHOOTO 2023 MOBSTYLES presents FIGHT＆MOSH 【修斗世界フェザー級チャンピオンシップ】 | 2023年12月2日  |
| ×    | キム・サンウォン       | 2R 1:42 TKO（右ストレート→パウンド）              | Road to UFC Season2: Shanghai 【トーナメント 1回戦】                                             | 2023年5月27日  |
| ○    | 飯田健夫               | 2R 1:49 KO（右スピニングバックエルボー）          | PROFESSIONAL SHOOTO 2023 Vol.2 【修斗世界フェザー級チャンピオンシップ】                          | 2023年3月19日  |
| ○    | バ・ラジン             | 5分3R終了 判定3-0                                 | Road to UFC: Singapore                                                                           | 2022年10月23日 |
| ×    | イー・ジャー           | 1R 2:13 リアネイキッドチョーク                    | Road to UFC: Singapore 【トーナメント 1回戦】                                                    | 2022年6月9日   |
| ○    | 工藤諒司               | 5分5R終了 判定2-0                                 | PROFESSIONAL SHOOTO 2021 Vol.5 【修斗世界フェザー級チャンピオン決定戦】                          | 2021年7月25日  |
| ○    | 内藤太尊               | 2R 2:34 スリーパーホールド                        | PROFESSIONAL SHOOTO 2021 開幕戦 第2部 【修斗環太平洋フェザー級チャンピオンシップ】               | 2021年1月31日  |
| ○    | 仲山貴志               | 2R 2:05 TKO（グラウンドパンチ）                   | PROFESSIONAL SHOOTO 2020 Vol.6 第2部 【修斗環太平洋フェザー級チャンピオンシップ】                | 2020年9月19日  |
| ○    | 西浦ウィッキー聡生     | 5分3R終了 判定3-0                                 | PROFESSIONAL SHOOTO 2020 Vol.3 ABEMAテレビマッチ                                                 | 2020年5月31日  |
| ○    | 山本健斗デリカット     | 5分2R終了 判定2-0                                 | SHOOTO 30th ANNIVERSARY TOUR FINAL                                                               | 2019年11月24日 |
| ○    | 稲葉聡                 | 1R 3:48 フロントチョーク                          | SHOOTO GIG TOKYO Vol.28                                                                          | 2019年10月20日 |
| ○    | 鈴木淑徳               | 1R 4:30 TKO                                       | SHOOTO 30th ANNIVERSARY TOUR 第6戦                                                               | 2019年7月15日  |
| ×    | 山本健斗デリカット     | 1R 4:37 KO（パンチ）                              | プロフェッショナル修斗公式戦 【2016年度新人王決定トーナメント決勝ライト級】                      | 2016年12月11日 |
| ○    | 小川将貴               | 2R 0:38 TKO（パンチ）                             | プロフェッショナル修斗公式戦「越後風神祭り4」 【2016年度新人王決定トーナメント準決勝ライト級】   | 2016年11月6日  |
| △    | 飯田健夫               | 5分2R終了 判定0-1                                 | プロフェッショナル修斗公式戦 【2016年度新人王決定トーナメント準々決勝ライト級】                  | 2016年7月17日  |
| ○    | 葛西達                 | 5分2R終了 判定3-0                                 | プロフェッショナル修斗公式戦 【2016年度新人王決定トーナメント1回戦ライト級】                     | 2016年3月21日  |

### アマチュア総合格闘技
| 勝敗 | 対戦相手   | 試合結果          | 大会名                                                    | 開催年月日   |
| ×    | 松嶋こよみ | 4分1R終了 判定0-3 | 第13回関東アマチュア修斗選手権大会 【ウェルター級 1回戦】 | 2014年7月6日 |

### エキシビジョン総合格闘技
| 勝敗 | 対戦相手             | 試合結果           | 大会名                                               | 開催年月日    |
| ○    | ジョングウェン・パン | 1R 3:02 膝十字固め | PROFESSIONAL SHOOTO 2024 vol.3 【日中対抗戦 大将戦】 | 2024年5月19日 |

## 獲得タイトル
- 第11代修斗環太平洋フェザー級王座（2020年）
- 第11代修斗世界フェザー級王座（2021年）